# 駐日モンゴル国大使館
駐日モンゴル国大使館（モンゴル語: Монгол улсаас Япон улсад суугаа Элчин сайдын яам）は、モンゴル国が日本の首都東京に設置している大使館である。駐日モンゴル大使館（英語: Embassy of Mongolia in Japan）とも。

## 沿革
1972年2月、日本とモンゴル人民共和国の間で外交関係が樹立され、同年中に駐日モンゴル人民共和国大使館（モンゴル語: БНМАУ-аас Япон улсад суугаа Элчин сайдын яам、英語: Embassy of the Mongolian People's Republic in Japan）が開設された。1992年2月、モンゴル国憲法が施行されたことにより国号がモンゴル人民共和国からモンゴル国へと変わる。それに伴い東京の大使館も駐日モンゴル国大使館に改称された。

## 所在地
| 日本語     | 〒150-0047 東京都渋谷区神山町21-4                                            |
| モンゴル語 | 150-0047 Токио, Шибүяа-кү, Камияма-чо 21-4                                   |
| 英語       | 21-4 Kamiyama-cho, Shibuya-ku, Tokyo 150-0047                                |
| アクセス   | 京王井の頭線駒場東大前駅東口2、もしくは東京メトロ千代田線代々木公園駅1番出口 |

## 大使
2023年12月7日より、バンズラグチ・バヤルサイハンが特命全権大使を務めている。

## 著名な在勤者
- ウランバヤリーン・ウルジーニャム（U・ウルジ） - モンゴル国商工会議所・日本会頭
- エルデネツォグト・サラントゴス - モンゴル国外務省（英語版）アジア太平洋局長、カナダ駐箚大使、大韓民国駐箚大使

## ギャラリー

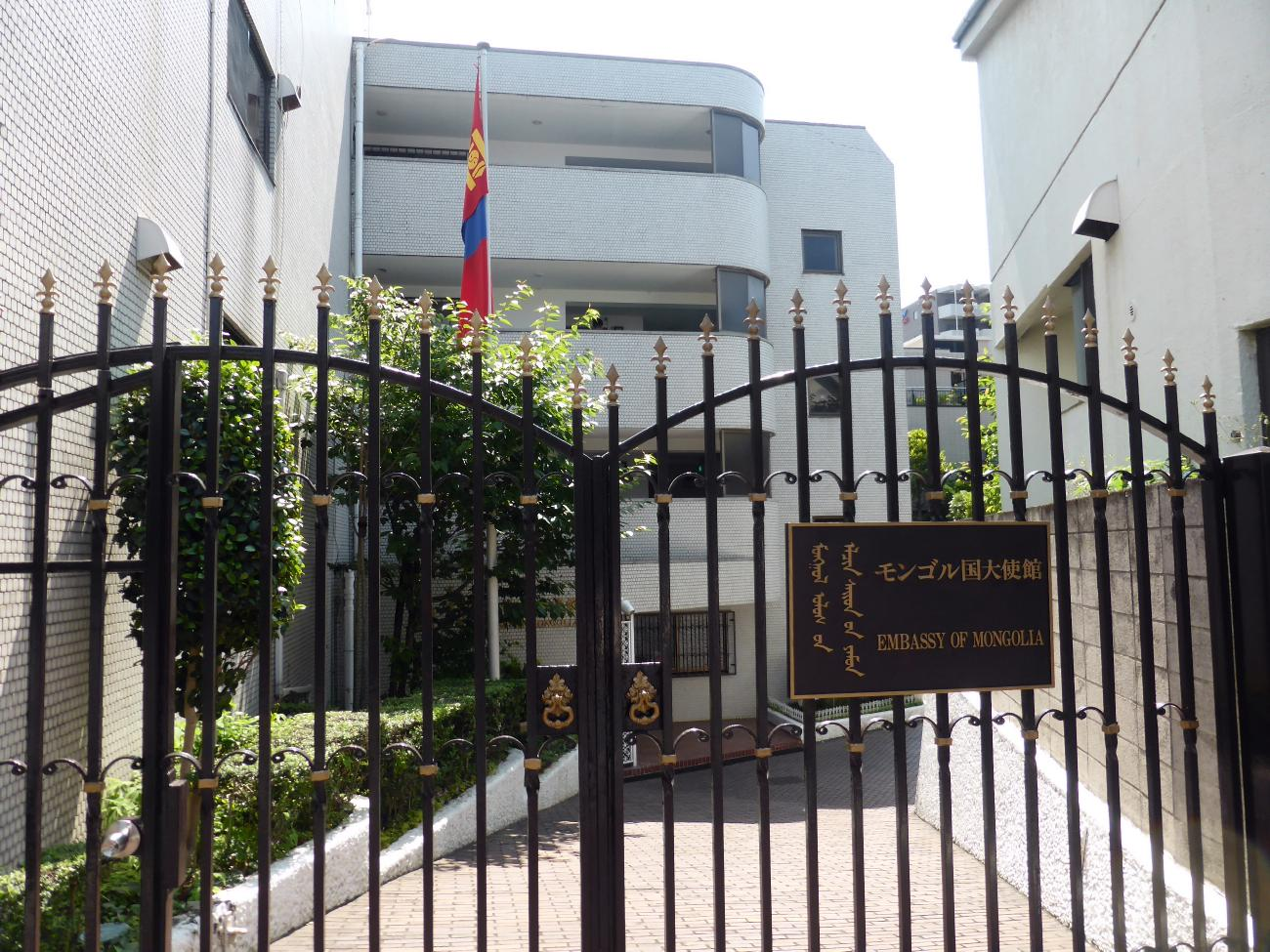
モンゴル大使館正門
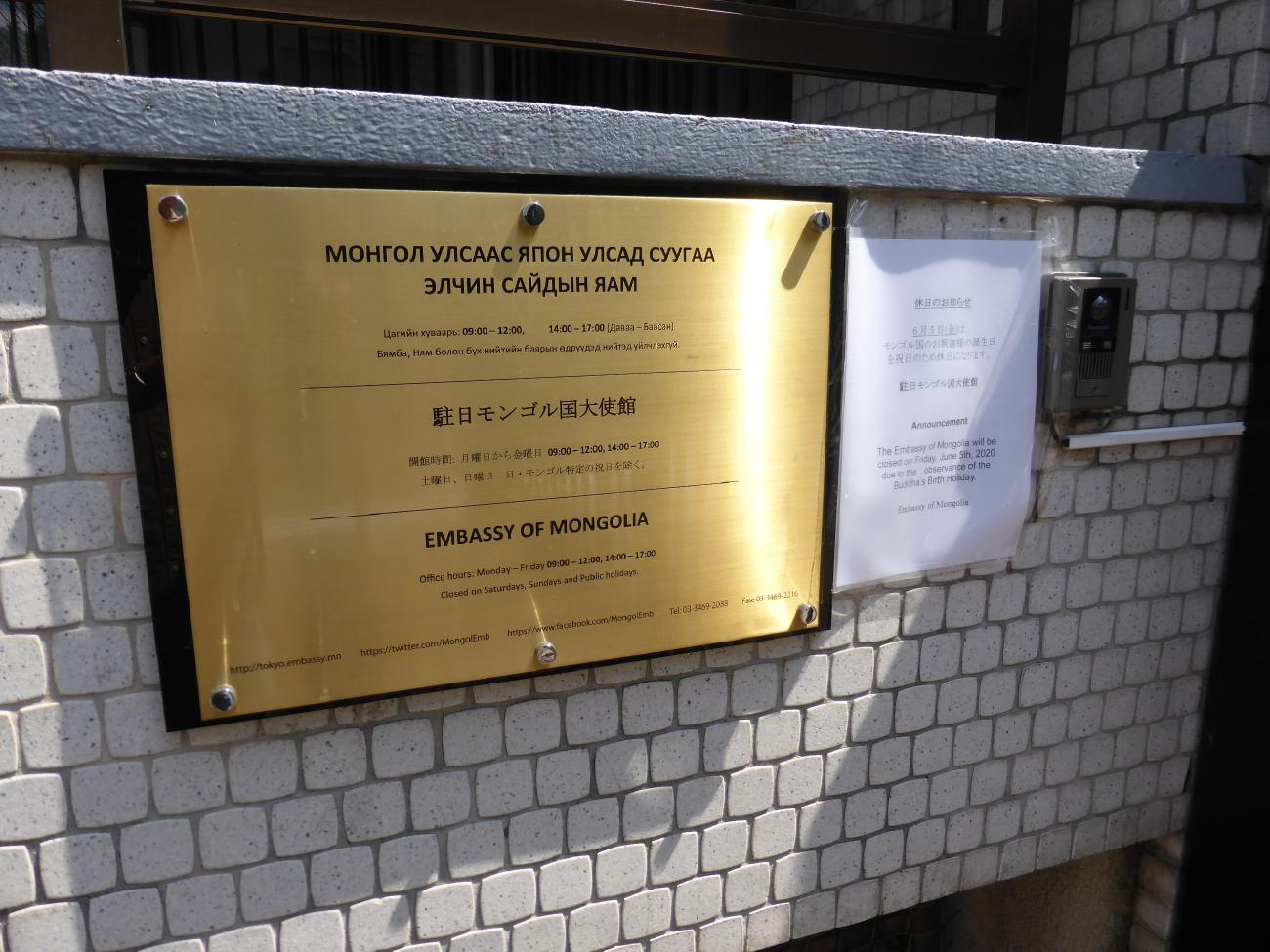
モンゴル大使館表札
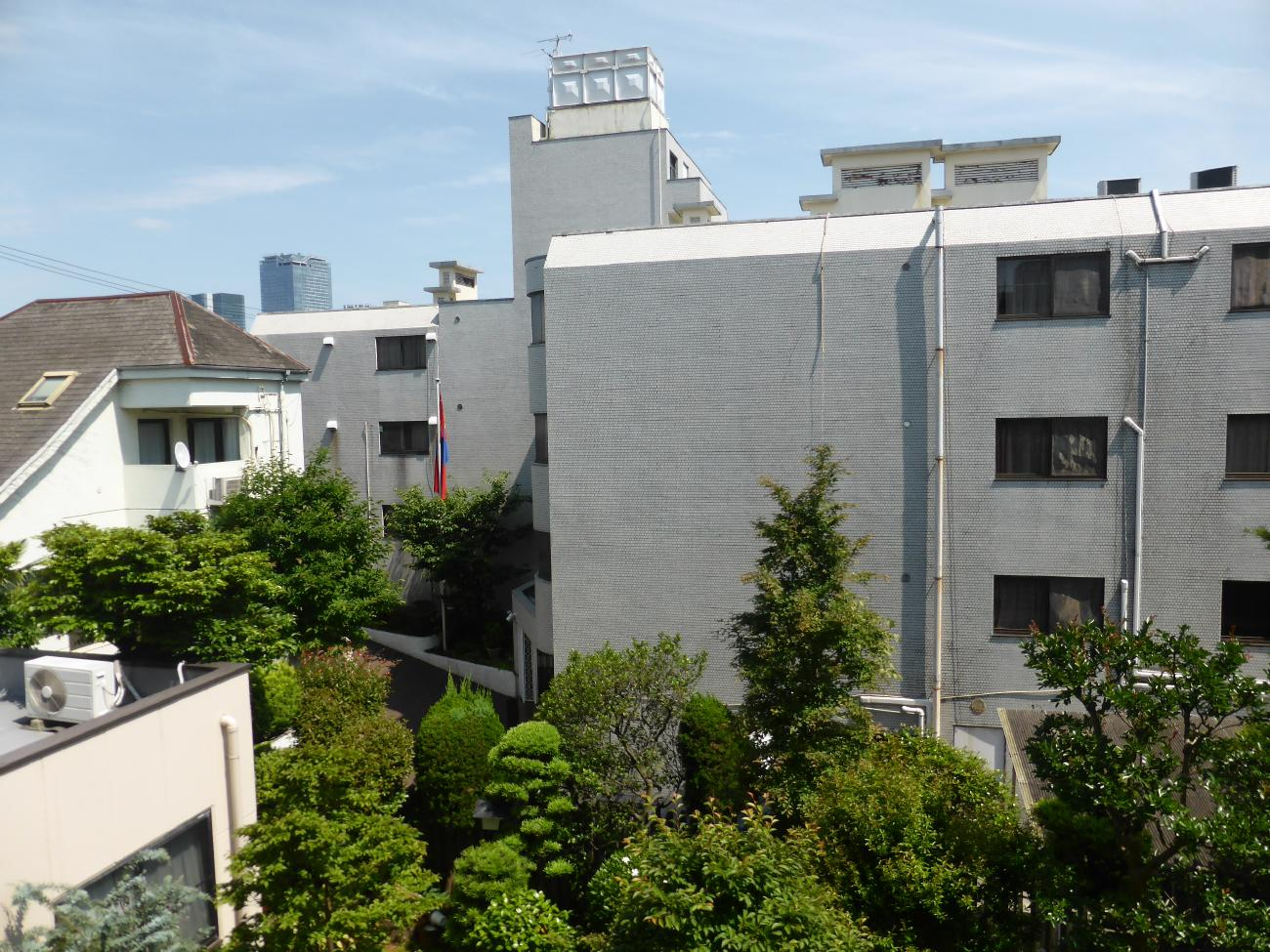
モンゴル国旗
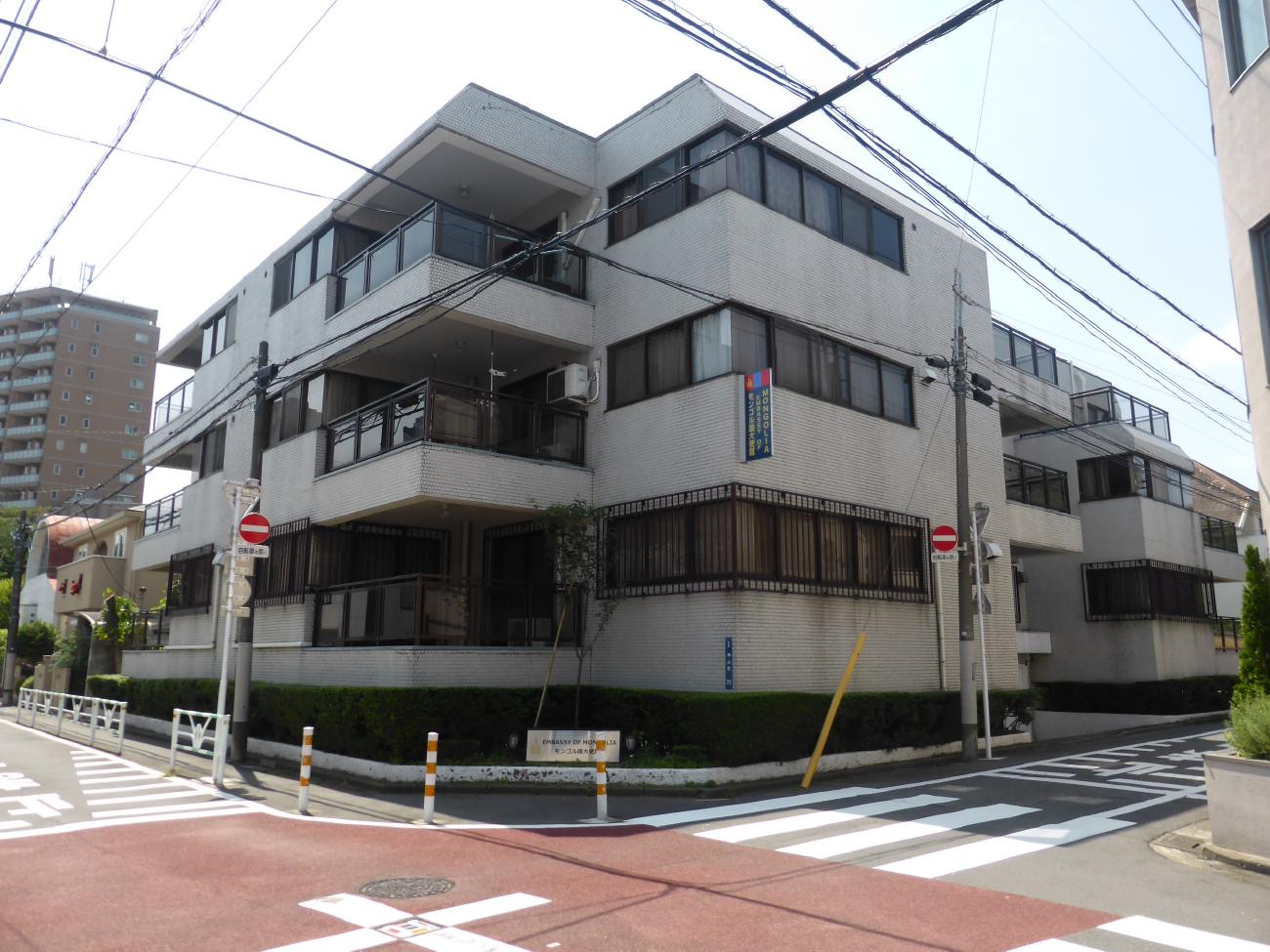
モンゴル大使館官舎